# Glienke
Glienke is een ortsteil van de Duitse stad Friedland. Tot 25 mei 2014 was Glienke een zelfstandige gemeente in de Landkreis Mecklenburgische Seenplatte.

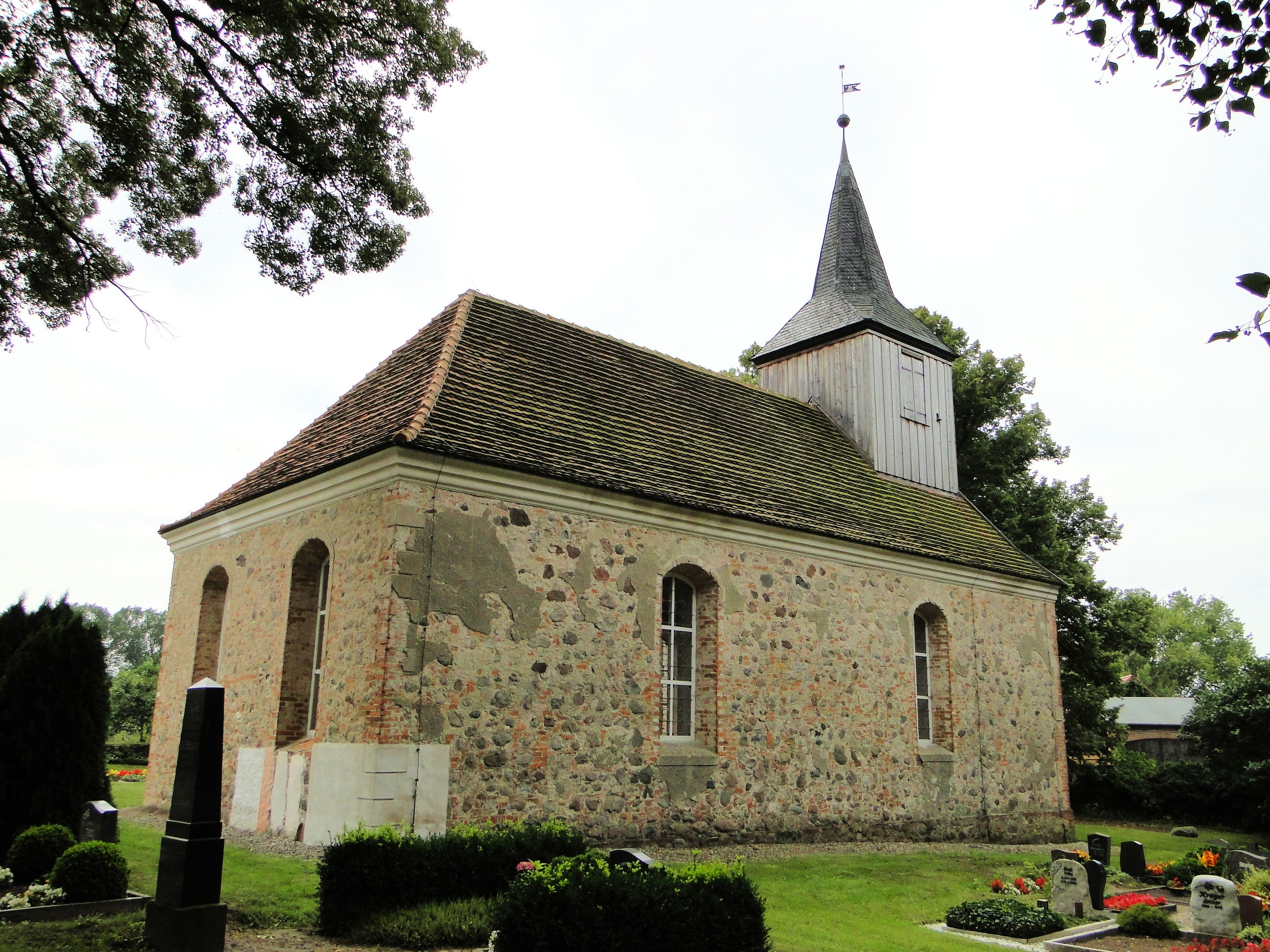
kerk van Glienke